# إيميكا أوساي
إيميكا أوساي (بالإنجليزية: Emeke Ossai)‏، هُو مُمثل نيجيري.

## وصلات خارجية
- إيميكا أوساي في قاعدة بيانات الأفلام على الإنترنت